# Ali Ghaidan Majid
Ali Ghaidan Majid (Balad Ruz, 1950) è un generale iracheno.
È comandante in capo di tutte le forze di terra sotto controllo iracheno (due delle dieci divisioni dell'esercito, la V e la VI sono sotto controllo statunitense). Ha prestato servizio nell'esercito iracheno sotto Saddam Hussein, ma come molti altri generali è stato incarcerato dal regime dopo la Guerra del Golfo.